# لان لامبرت
لان لامبرت هو لاعب هوكي الجليد كندي، ولد في 18 نوفمبر 1964 في ملفورت ‏ في كندا.

## وصلات خارجية
- لان لامبرت على موقع دوري الهوكي الوطني (الإنجليزية)
- لان لامبرت على موقع EliteProspects.com (الإنجليزية)
- لان لامبرت على موقع HockeyDB.com (الإنجليزية)
- لان لامبرت على موقع Hockey-Reference.com (الإنجليزية)